# ام‌اچ۶ پرنده کوچک
ام‌اچ۶ پرنده کوچک (به انگلیسی: MH-6 Little Bird) ملقب به تخم‌مرغ کُشنده و نمونهٔ ویژهٔ حملهٔ آن ای‌اچ-۶ بالگردی سبُک برای عملیات ویژه در نیروی زمینی ایالات متحده آمریکاست. این بالگرد در آغاز پروژه بر پایهٔ هیوز اواچ-۶ کایوس ساخته شد ولی بعدهاً بر پایهٔ ام‌دی ۵۰۰ توسعه یافت. جدیدترین مدل سرنشین‌دار این بالگرد MH-6M نام دارد که بر پایهٔ MD 530F ساخته شده‌است که دارای ملخ اصلی شش تیغه و ملخ دُم چهارتیغه است.

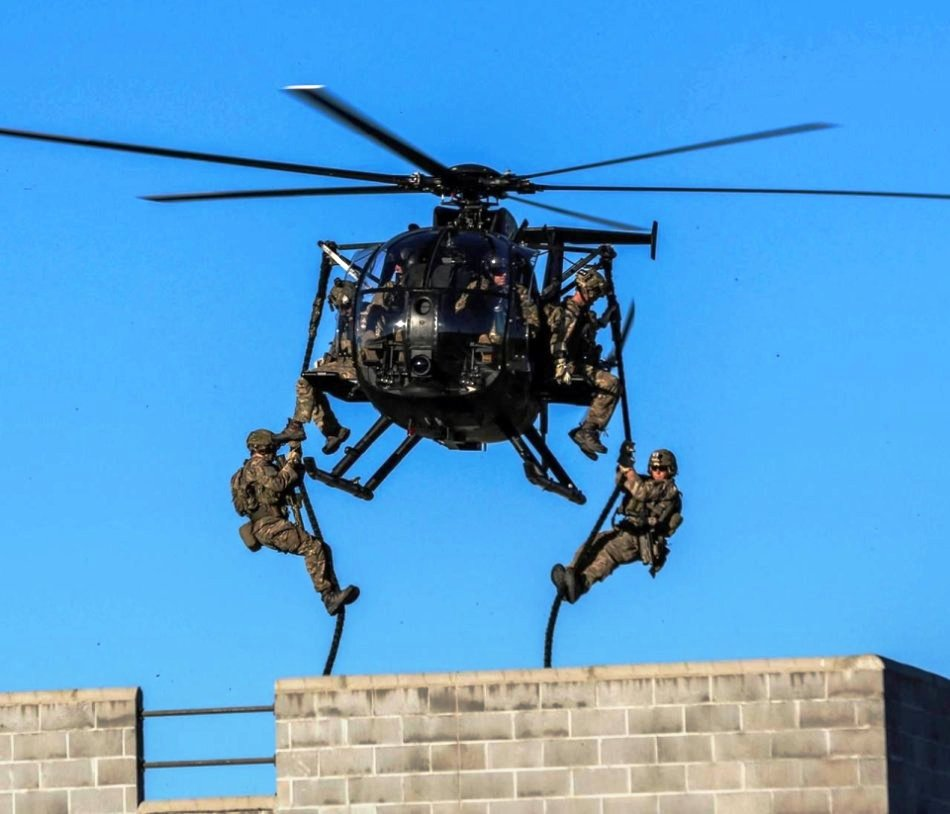
تیم ۱۶۰ تکاوران ارتش ایالات متحده آمریکا
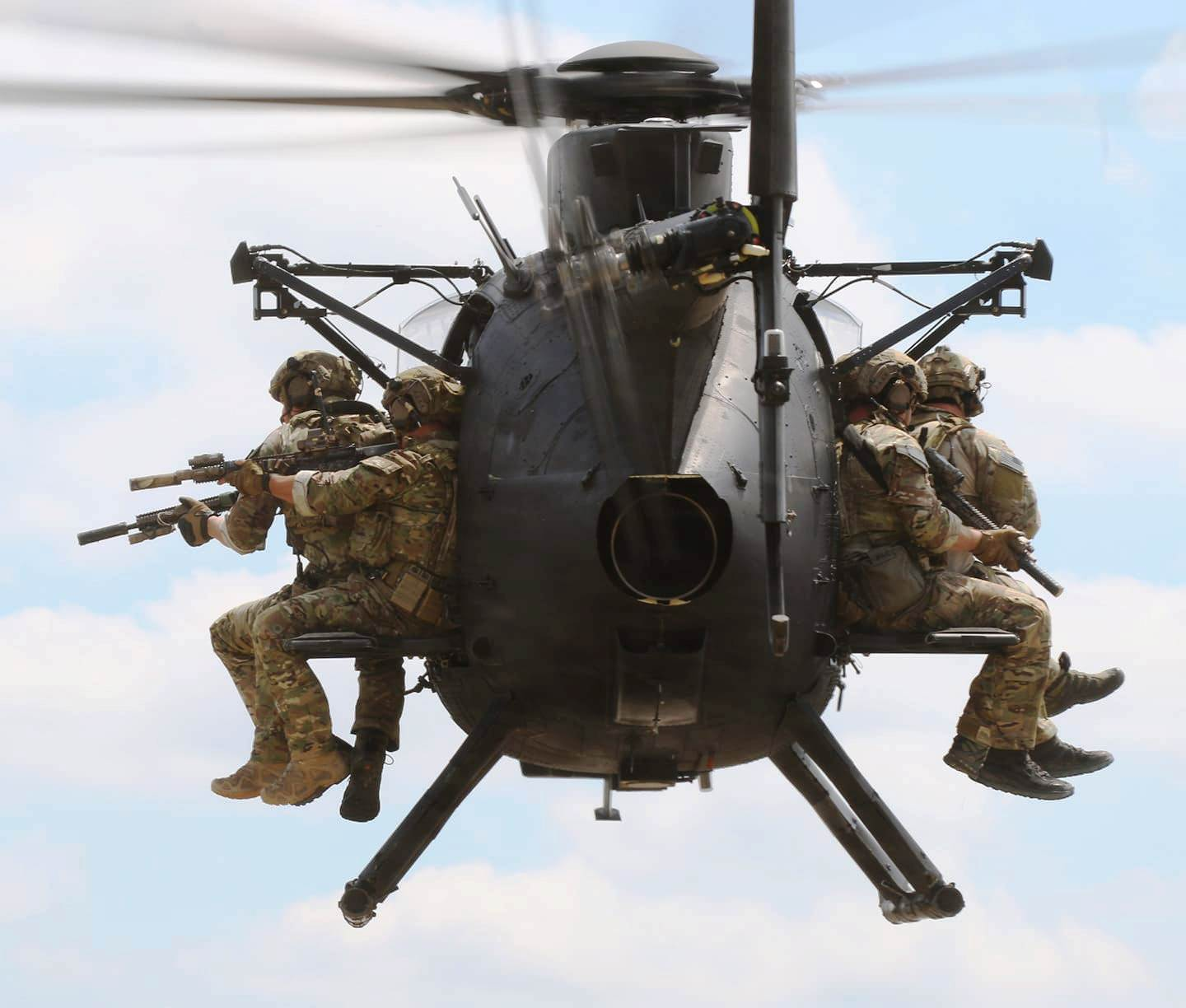
تیم ۱۶۰
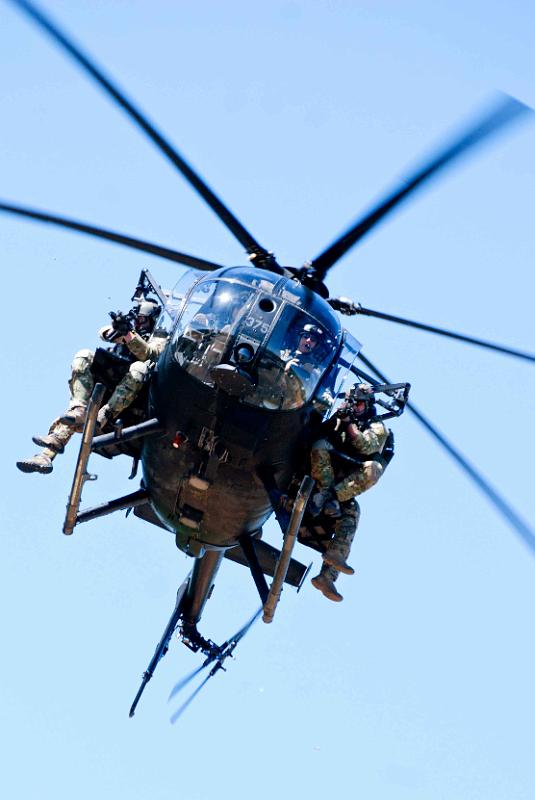
تیم هنگ ۷۵ تکاوران
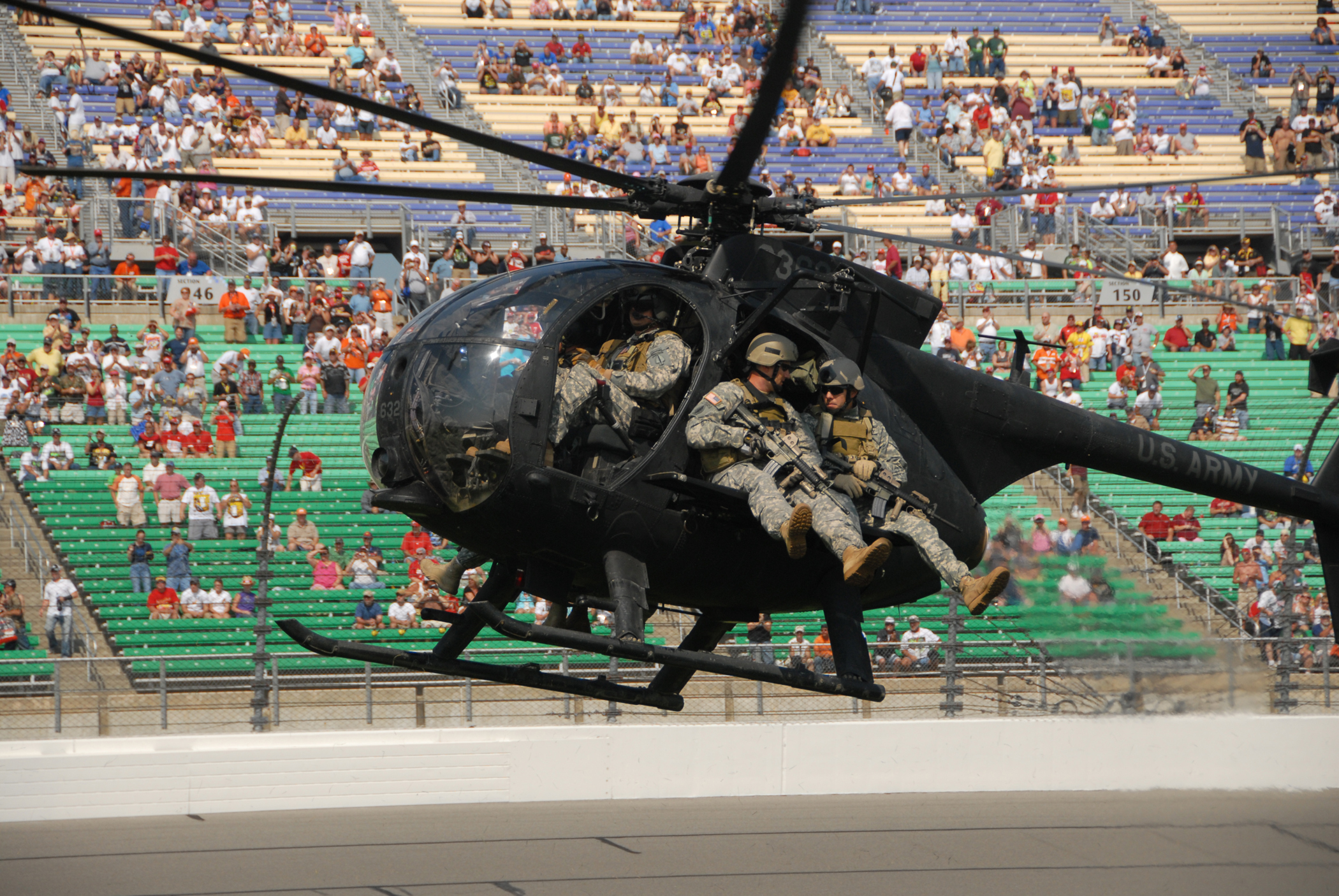
یک تیم تکاوران آمریکا در مسابقات نسکار به‌منظور پروپاگاندا
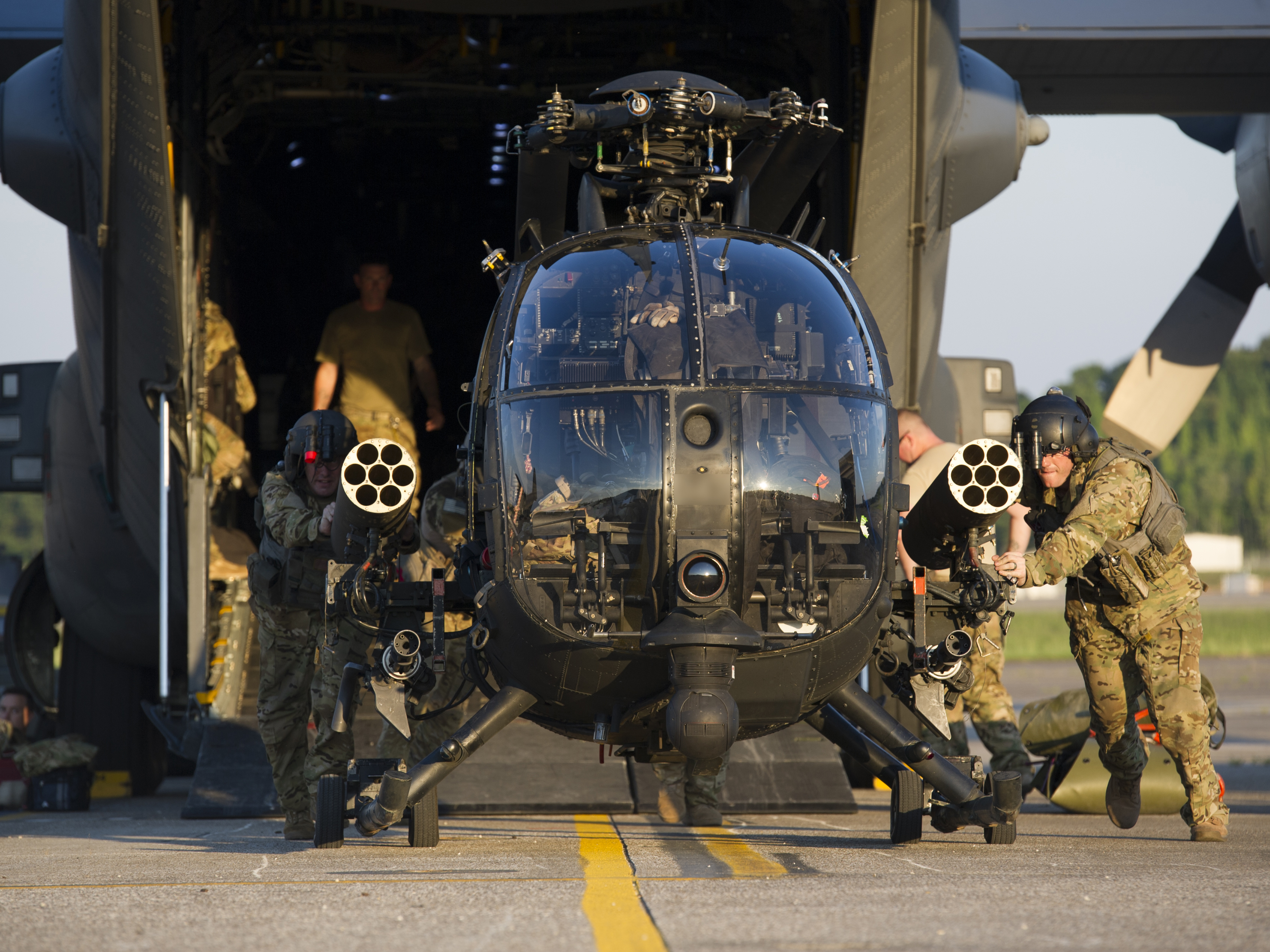
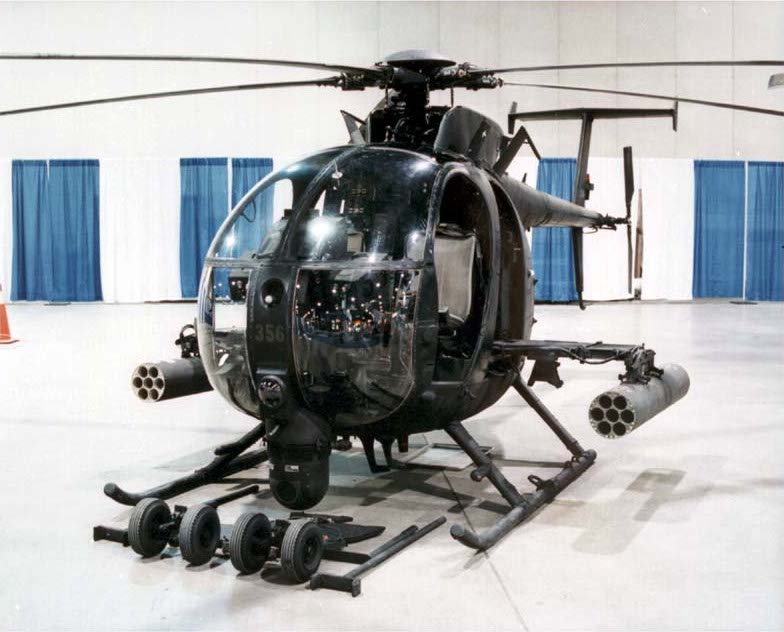

## مشخصات ام‌اچ۶
منبع اطلاعات U.S. Army Aircraft, MD 530F data
مشخصات عمومی
- خدمه: ۲
- گنجایش:  تا حداکثر ۶ سرنشین (دو نفر درون کابین عقب، چهار نفر بیرون از بدنه روی نیمکت)
- طول: 32.6 ft (9.80 m)
- قطر پروانه بالگرد: 27.4 ft (8.30 m)
- ارتفاع: 9.8 ft (3.0 m)
- وزن خالی: 1,591 lb (722 kg)
- بار مفید: 1,509 lb (684 kg)
- بیشینه وزن برخاست: 3,100 lb (1,406 kg)
- پیشرانه هواگرد: ۱× آلیسون مدل ۲۵۰ T63-A-5A یا T63-A-700 توربوشفت, 425 shp (317 kW)takeoff power (derated); 375 shp (280 kW) continuous power  هرکدام
- Fuselage Length: 24.6 ft (7.50 m)
- Fuselage Width: 4.6 ft (1.4 m)
- Rotor systems: 5 blades on main rotor, 2 blades on tail rotor
- Useful fuel capacity: 62 US gal (242 L) or 403 lb (183 kg)

 عملکرد 
- سرعت بیشینه: 152 knots (175 mph, 282 km/h)
- سرعت پیمایش: 135 knots (155 mph, 250 km/h)
- برد: 232 nmi (430 km, 267 mi) at 5,000 ft
- سقف پروازی: 18,700 ft (5,700 m)
- نرخ اوج‌گیری: 2,061 ft/min (10.5 m/s)

جنگ‌افزار

- توپها: ** ۲× ۱۲٫۷×99mm (.50 BMG) GAU-19; or
  - ۲× ۷٫۶۲×51mm NATO M134 Minigun
- راکتها: ۲× LAU-68D/A 7-tubes rocket pods firing 2.75 in (70 mm) Hydra 70 rocket projectiles

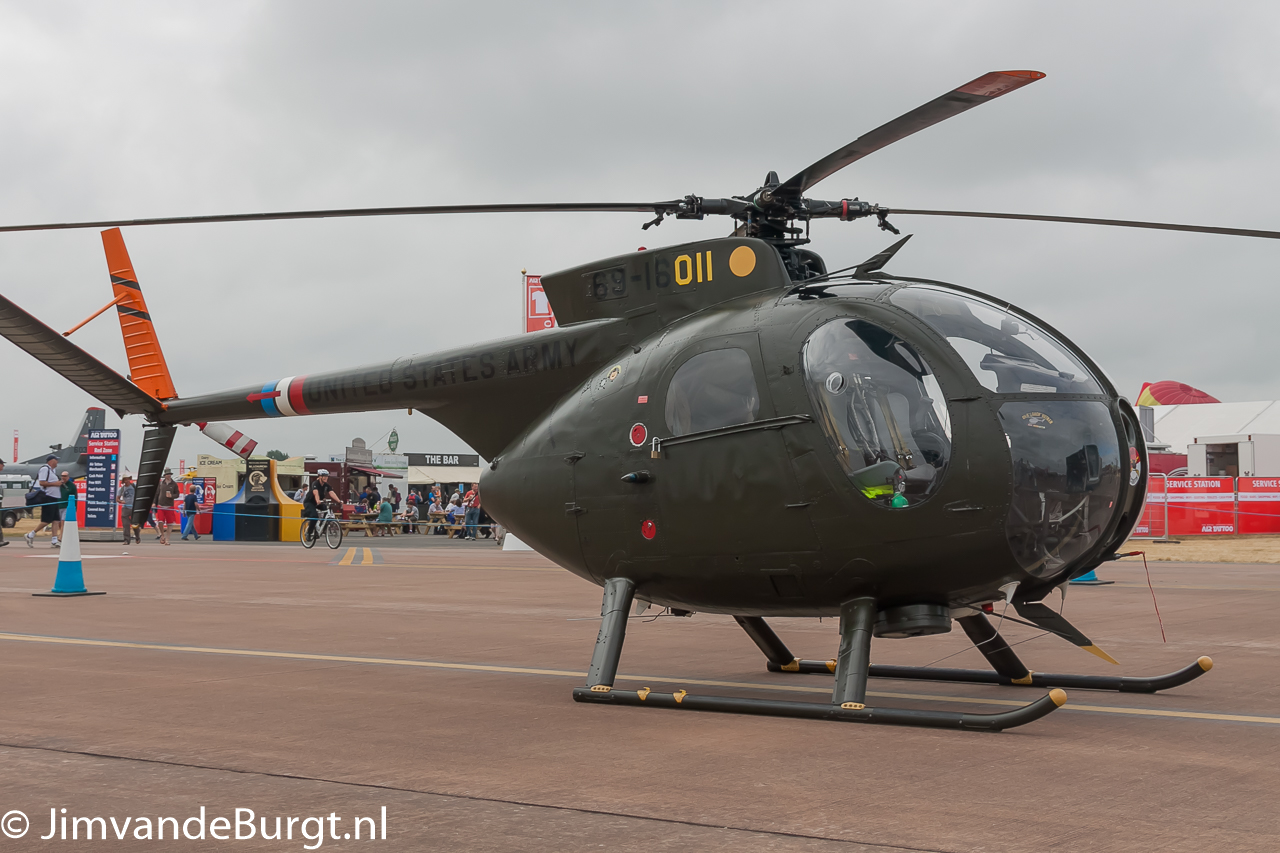
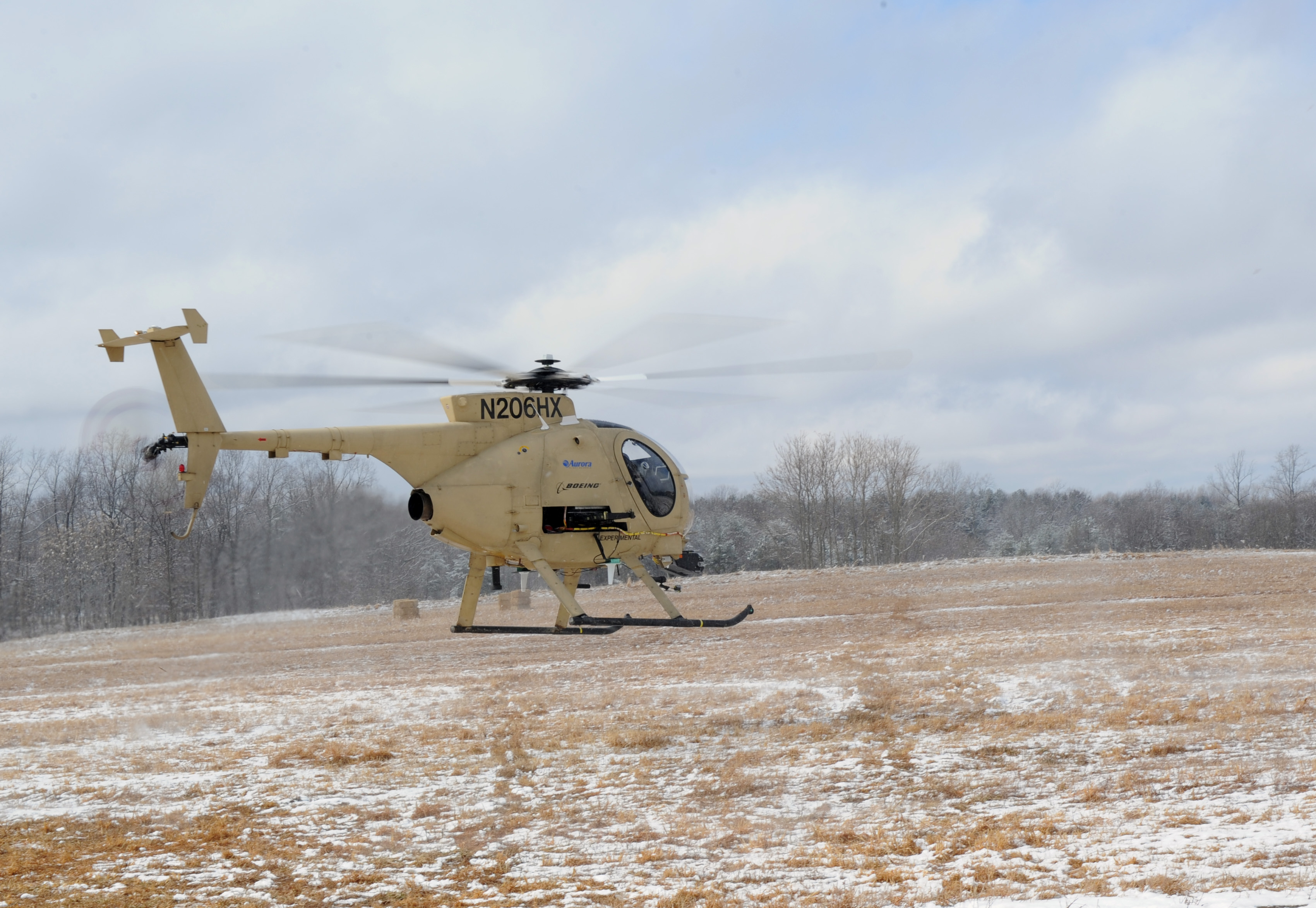

- موشکها: ۴× AGM-114 Hellfire or
  - ۴× FIM-92 Stinger